# Tyrell Biggs
Tyrell Biggs (Filadelfia, 22 dicembre 1960) è un ex pugile statunitense, campione olimpico nel 1984, e campione mondiale tra i dilettanti nel 1982.

## Biografia
La sua carriera sportiva prese il via dalla pallacanestro, in cui fu compagno di squadra del più noto Gene Banks.
Il suo nome di battaglia, un tempo, fu Burt.

## Carriera

### Esperienza amatoriale
Biggs scelse poi di ripiegare sul pugilato, conducendo una carriera dilettantistica di buon livello. Si laureò infatti campione mondiale nel 1982, sconfiggendo Francesco Damiani, e nel 1983 conquistò il bronzo tra i supermassimi ai Giochi Panasiatici.
A Los Angeles 1984 fece invece suo l'oro, battendo il futuro campione del mondo Lennox Lewis ed imponendosi ancora su Damiani. Il verdetto fu però contestatissimo anche dal pubblico americano e portò Harry Carpenter, commentatore della BBC, ad affermareː «è la peggiore decisione che io abbia mai visto in tutti i miei anni di commentatore».
Conclusa l'attività amatoriale con ben 108 vittorie su 118 incontri, esordì tra i professionisti il 15 novembre 1984.

### Professionista
Dal debutto sino al 1987 collezionò 15 successi in altrettante sfide, venendo quindi indicato come sfidante dell'allora campione Mike Tyson. Iron Mike, che deteneva il titolo in ben tre versioni (WBC, IBF e WBA), sconfisse Biggs alla settima ripresa. Il 30 ottobre 1988 incrociò ancora i guantoni con Damiani, venendo battuto in cinque round.
Pur non avendo mai vinto alcun titolo nella propria carriera, Biggs fu avversario di vari pugili che avrebbero poi conquistato una cintura. Nel 1991 fu messo knock-out da Riddick Bowe prima e da Lewis poi; tra il 1993 e 1994 affrontò invece Mike Hunter e Buster Mathis Junior, uscendone sconfitto anche in questo caso. Dopo un'ulteriore disfatta, nel settembre 1997 con Larry Donald, si ritirò dal pugilato nell'agosto 1998.